# Batalha de Lauro

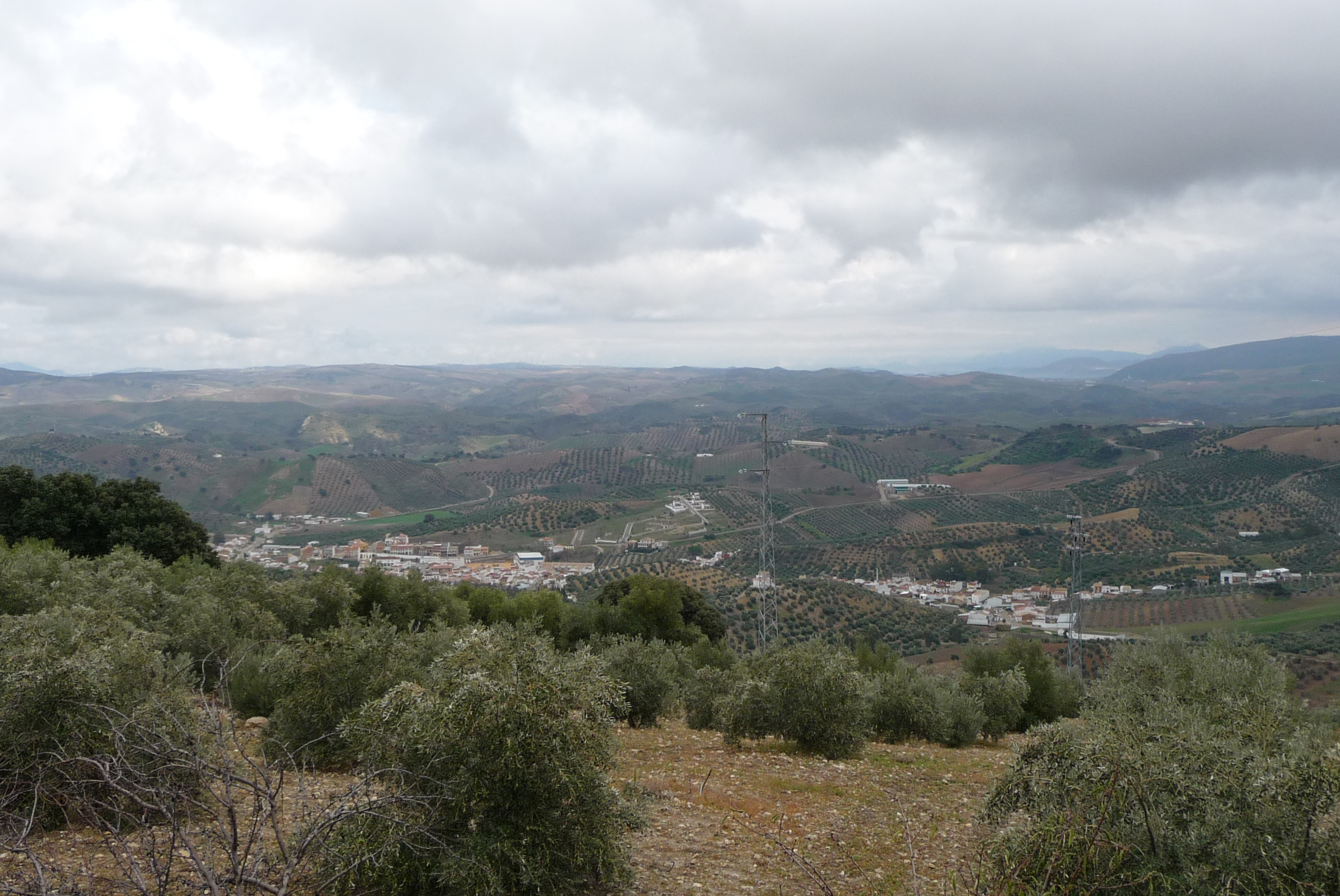
Algámitas (Andaluzia, Espanha).

A Batalha de Lauro foi travada no início de abril de 45 a.C. pelas forças pompeianas sobreviventes da Batalha de Munda lideradas por Pompeu, o Jovem, filho de Pompeu Magno, contra os cesarianos já no final da Segunda Guerra Civil da República Romana. Depois da derrota em Munda, o jovem Pompeu tentou sem sucesso fugir da Hispânia Ulterior pelo mar, mas foi forçado pelo almirante Caio Dídio a voltar para a província. Perseguido por Lúcio Cesênio Lentão, os pompeianos foram encurralados numa floresta perto da cidade de Lauro, onde a maioria, incluindo Pompeu, foi morta em combate.

## Contexto
Depois da Batalha de Munda, Pompeu, muito ferido, fugiu para Carteia, uma cidade que já estava em franco conflito entre as facções pompeianas e cesarianas. Com a vitória dos cesarianos, Pompeu foi novamente ferido e decidiu fugir com suas forças numa frota de aproximadamente vinte navios. O almirante cesariano Caio Dídio, baseado em Gades, soube do plano de Pompeu e imediatamente zarpou com sua frota para persegui-lo. Tendo partido apressadamente de Carteia, os homens de Pompeu não tinham água potável suficiente e tiveram que desembarcar, o que permitiu que Dídio os alcançasse em apenas quatro dias. Os cesarianos atacaram a frota pompeiana ainda ancorada, capturando alguns navios e queimando o resto. Pompeu e seus seguidores, presos em terra, seguiram para o sul da Hispânia.

## Batalha
Os pompeianos tentaram fugir por terra, mas foram perseguidos e fustigados pelas forças cesarianas. Durante a fuga, Pompeu foi novamente ferido, desta vez no ombro e na perna esquerda, o que fez com que ele tivesse que ser carregado numa liteira. Os pompeianos se refugiaram numa bem defendida colina florestada perto da cidade de Lauro, mas foram descobertos pelos locais, que avisaram os cesarianos. Liderados por Lúcio Cesênio Lentão, os cesarianos cercaram os pompeianos e começaram o ataque, mas, graças às condições do local, sem sucesso. Inconformado, as forças de Lentão se prepararam para um cerco mais demorado cujo objetivo era subjugar os pompeianos pela fome. Reconhecendo a estratégia, Pompeu ordenou um ataque com o objetivo de furar o cerco.
Quando os pompeianos começaram o ataque, um duro combate se seguiu e que resultou em pesadas perdas para os que tentavam fugir. Diversos pompeianos, muitos deles lusitanos, conseguiram fugir, mas não o próprio Pompeu. Incapaz de andar por causa de seus sucessivos ferimentos e sem condições de ser levado num cavalo ou numa liteira pelas condições do terreno, Pompeu não conseguiu fugir e, juntamente com seus seguidores mais próximos, ficou para trás. Com muitos dos pompeianos fugidos ou mortos, os cesarianos então lançaram um assalto final à posição pompeiana e conseguiram vencer os defensores. Pompeu ainda tentou se esconder numa caverna, mas foi traído por outros prisioneiros. Apesar de ferido, Pompeu lutou até a morte.

## Eventos posteriores
A cabeça de Pompeu, o Jovem, foi cortada e levada para a Híspalis, onde foi exibida para a população. Nesse ínterim, os lusitanos que escaparam se juntaram a outros membros de sua tribo e atacaram as forças de Caio Dídio, que estava ancorado perto da região. Depois de provocá-lo a abandonar seu acampamento ateando fogo aos navios que estavam encalhados para reparos, os lusitanos emboscaram-no e mataram-no juntamente com muitos de seus homens. Os que sobreviveram fugiram com o resto de seus navios e escaparam pelo mar. Depois de Munda e da morte de Pompeu, César considerou que os pompeianos haviam sido completamente derrotados na Hispânia e, consequentemente, deixou apenas uma pequena força na região para eliminar os últimos focos de resistência quando partiu de volta para Roma. Ao contrário de Pompeu, o Jovem, seu irmão mais velho, Sexto Pompeu, conseguiu escapar dos cesarianos e conseguiu reconstruir a força pompeiana na região. Quando César foi assassinado, em março de 44 a.C., ele já havia reconquistado a maior parte do sul da Hispânia.